# 永井敦士
永井 敦士（ながい あつし、2000年1月10日 - ）は、埼玉県草加市出身の元プロ野球選手（外野手）。右投右打。

## 経歴

### プロ入り前
小学校2年時にあおぞらベースボールクラブで野球を始める。草加市立花栗中学校時代は草加ボーイズに所属し、3年時には世界大会に日本代表として出場。
二松學舍大学附属高校へ進学してからは1年時から主砲を任され、3年夏には第99回全国高等学校野球選手権大会に「4番・左翼」で出場。初戦（2回戦）の明桜戦で5打数5安打1打点の活躍。3回戦の三本松戦は本人も1安打に終わり、チームも敗れた。高校通算47本塁打。
2017年のNPBドラフト会議にて広島から4巡目で指名され、11月9日に契約金3500万円、年俸500万円（いずれも推定）で仮契約を結ぶ。

### 広島時代
2018年は一軍出場はなく、ウエスタン・リーグ62試合に出場し、打率.149、2本、7打点を記録。
2019年も一軍出場はなかったが、二軍のレギュラー格として経験を積み、ウエスタン・リーグ85試合に出場し、打率.250、3本、23打点を記録。
2020年も一軍出場はなく、また8月に左手有鈎骨を骨折し手術を受けたこともあり試合出場が減り、ウエスタン・リーグ27試合に出場し、打率.200、0本、2打点という成績だった。
2021年も一軍出場はなく、11月3日に戦力外通告を受けた。

### 社会人時代
2022年よりJPアセット証券に入社し、勤務の傍ら同社の硬式野球部でプレーを継続する。2024年をもって同部は休部。
2025年からは長野県の社会人野球チームの信越硬式野球クラブに入団。長野朝日放送に所属しながらプレーを継続する。

## プレースタイル・人物
逆方向にも強い打球を打てるパンチ力と50メートル5秒8の脚力が持ち味。
目標の選手は同校OBの鈴木誠也で、目標は鈴木と同じくトリプルスリー、「１日でも早くレギュラーになって、鈴木誠也選手みたいな誰からも愛される選手になれるよう頑張ります」と話す。
ニックネームはドラフト同期の中村奨成に命名された香香（シャンシャン）。

## 詳細情報

### 年度別打撃成績
- 一軍公式戦出場なし

### 背番号
- 60（2018年 - 2021年）